# Kirche zur Zuflucht (Rockenau)

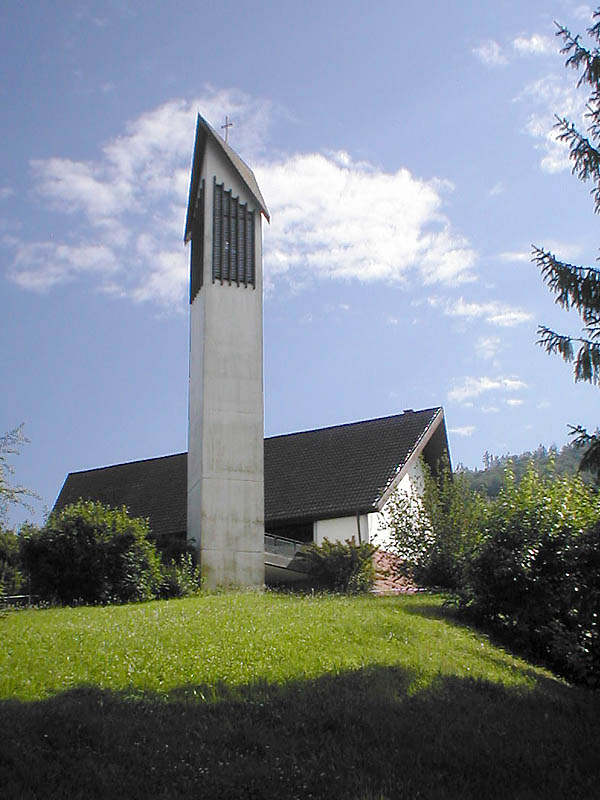
Kirche zur Zuflucht in Rockenau

Die Kirche zur Zuflucht ist ein evangelisches Kirchenbauwerk in Rockenau, einem Ortsteil von Eberbach im Rhein-Neckar-Kreis in Baden-Württemberg. Die Kirchengemeinde gehört zum Kirchenbezirk Neckargemünd-Eberbach der Evangelischen Landeskirche in Baden.

## Geschichte
In dem kleinen Ort Rockenau, der zur Kirchengemeinde in Eberbach zählt, gab es ursprünglich kein Kirchengebäude. Erst der Zuzug von Flüchtlingen und Vertriebenen in der Zeit nach dem Zweiten Weltkrieg schuf den Bedarf nach einer eigenen Kirche, die nach Plänen des Berghausener Architekten Einwächter 1959 erbaut wurde.

## Beschreibung
Das längliche Kirchengebäude wurde als freitragende Holzdachkonstruktion auf einem Natursteinsockel errichtet. Der Chorbereich ist nach Südosten ausgerichtet. Das Kirchenschiff, das Platz für 168 Personen bietet, wird an den Längsseiten von eingezogenen halbhohen Wänden mit darüber befindlichen Buntglas-Bildfensterfriesen begrenzt, so dass sich der nach Südosten ausgerichtete Chorbereich querhausartig öffnet. Am Westgiebel ist eine Empore mit weiterem Platz für 22 Personen eingezogen. Die Giebelwände haben an ihrem oberen Abschluss schmale Lichtschlitze, durch die der Innenraum beleuchtet wird. Unter dem durch die eingezogenen Bildfrieswände überstehenden Dach ist im Nordosten eine offene Galerie zum Neckartal, nach Südwesten die verglaste Sakristei. Die Bildfensterfriese mit Motiven des Heilsgeschehens gestaltete Christof Grüger aus Salzelmen, das Kruzifix wurde von E. Homolka aus Königsfeld angefertigt. Im Untergeschoss der Kirche befindet sich ein Gemeindesaal.
Bei der Nordostecke der Kirche wurde ein freistehender, mit der Kirche lediglich durch einen Übergangssteg verbundener, 23,5 Meter hoher Glockenturm errichtet, in dem sich drei Bronzeglocken der Heidelberger Gießerei Schilling befinden.